# Erica (trò chơi điện tử)
Erica là một trò chơi điện tử viễn tưởng tương tác FMV - dựa trên Điện ảnh tương tác được phát triển bởi Flavourworks và được Sony Interactive Entertainment phát hành cho PlayStation 4 vào ngày 19 tháng 8 năm 2019.

## Lối chơi
Trò chơi được so sánh với bộ phim viễn tưởng tương tác Bandersnatch của Netflix, trong đó người chơi đưa ra các lựa chọn trong các đoạn hội thoại quan trọng để lèo lái nhánh nào tiếp theo của câu chuyện sẽ được mở ra. Erica có thể được chơi bằng ứng dụng đồng hành trên điện thoại thông minh PlayLink, nhưng cũng có thể được chơi bằng Tay cầm PlayStation 4

## Cốt truyện
Trò chơi có sự tham gia của Holly Earl trong vai Erica Mason, một phụ nữ trẻ phải vật lộn với những cơn ác mộng từ thời thơ ấu và cố gắng làm sáng tỏ sự thật về quá khứ bí ẩn của gia đình cô. Câu chuyện bắt đầu với việc Erica hồi tưởng lại vụ án giết người của cha cô và cố gắng xác định kẻ giết ông ta từ những hình ảnh này. Khi cô nhận được một bức thư từ một người gửi bí ẩn, Erica liên lạc với cảnh sát và tạm thời trở về Delphi House, một trại tị nạn mà cha mẹ cô đã làm việc khi họ còn sống. Ở đó, cô gặp gỡ những người quen trong quá khứ của cha cô, cũng như một số phụ nữ trẻ đang ở tại Delphi House, và bắt đầu làm sáng tỏ bí ẩn đằng sau Delphi House, việc cha cô bị giết, và một biểu tượng bí ẩn xuất hiện xuyên suốt trò chơi.

## Đánh giá
Erica nhận được đánh giá vừa tích cực vừa hỗn hợp, và chuyên trang Metacritic đã ước lượng trò chơi có tổng điểm 69/100 từ 40 đánh giá của các nhà phê bình.
Phần âm nhạc của Erica, được sáng tác bởi Austin Wintory, đã được đề cử cho giải thưởng "sáng tác gốc" tại Giải thưởng D.I.C.E thường niên lần thứ 23 và Giải thưởng quốc tế của Hiệp hội phê bình âm nhạc trong phim năm 2019.